# Matthew Trupiano
Matthew M. „Mike“ Trupiano, Jr. (* 8. November 1938 in Detroit (Michigan); † 22. Oktober 1997 in USA) war ein US-amerikanischer Mobster der US-amerikanischen Cosa Nostra und ehemaliger Boss der Giordano-Familie (St. Louis crime family), die mit ihrem Hauptsitz von St. Louis (Missouri). aus agiert.

## Leben
Matthew Trupiano wurde am 8. November 1938 in eine sizilianisch-amerikanische Familie hineingeboren.
Sein Vater immigrierte aus Messina (Sizilien) nach Detroit und lernte dort seine zukünftige Frau kennen. Trupiano geriet in Detroit schließlich in Probleme mit der dortigen Zerilli-Familie (Detroit Partnership) und war gezwungen, die Stadt zu verlassen.
Mit Hilfe seines Onkels Anthony Giordano, der in St. Louis das Oberhaupt der Giordano-Familie war, zog Trupiano nach St. Louis und wurde Teil der dortigen Organisation. Er wurde bald Präsident der Gewerkschaft Local 110, die von der Giordano-Familie kontrolliert wurde. Als am 29. August 1980 Anthony Giordano durch Krebs verstarb und John Joseph Vitale der neue Boss der Familie wurde, wurde Trupiano in die Cosa Nostra aufgenommen und offiziell ein Made Man (gemachter Mann). Zwei Jahre später, am 5. Juni 1982 starb John Joseph Vitale eines natürlichen Todes und Trupiano wurde das neue Oberhaupt der Familie mit Joseph Cammarata als seinen Underboss.
Im Jahr 1991 wurde Trupiano wegen des Betreibens von illegalen Rommé-Spielen in einem Hinterzimmer eines Autohauses in St. Louis verhaftet.
Da Trupiano eine leitende Figur der Gewerkschaftsarbeit war, konnte ihn die Staatsanwaltschaft bezüglich Veruntreuung von Gewerkschaftsgeldern anklagen und im Juni 1992 wurde er aufgrund der Strafanzeige von seinem Amt als Präsident der Local 110 entbunden.
Im Oktober 1992 wurde Trupiano wegen illegalen Glücksspiels für schuldig befunden und zu 30 Monaten Gefängnis verurteilt. Der Richter riet Trupiano des Weiteren, sich vom Glücksspiel zu distanzieren. Aufgrund seines schlechten Gesundheitszustands wurde Trupiano aber nach 16 Monaten vorzeitig aus dem Gefängnis entlassen.
Matthew Trupiano erlitt am 22. Oktober 1997 in seinem Haus einen Herzinfarkt und wurde im St. Anthony's Medical Center in St. Louis County (Missouri) für tot erklärt.